# Daniel López (cầu thủ bóng đá, sinh 1992)
Daniel 'Dani' López Albés (sinh ngày 31 tháng 3 năm 1992) là một cầu thủ bóng đá người Tây Ban Nha thi đấu ở vị trí tiền vệ cho câu lạc bộ România FC Viitorul Constanța.

## Sự nghiệp câu lạc bộ
Sinh ra ở Barcelona, Catalonia, López có màn ra mắt với CD Masnou tại mùa giải 2010–11, ở Tercera División. Vào tháng 7 năm 2012, anh gia nhập Segunda División B club CF Fuenlabrada.
Mùa hè tiếp theo, López ra nước ngoài, ký hợp đồng với Doxa Katokopias F.C. ở Síp. Ngày 3 tháng 2 năm 2014 anh trở lại quê hương, ký hợp đồng 6 tháng cho mượn với UD Almería B ở hạng ba.

## Danh hiệu
Viitorul Constanța
- Liga I: 2016–17